# Karnizem
Karnízem je koncept odnosa človeštva do živali, opredeljen kot prevladujoča ideologija, ki ljudi pogojuje, da podpirajo izkoriščanje in uživanje živalskih izdelkov, še posebej mesa. Karnizem je predstavljen kot prevladujoči sistem prepričanj, ki ga ščitijo različni obrambni mehanizmi in predvsem neobravnavane domneve. Izraz karnizem je leta 2001 skovala socialna psihologinja dr. Melanie Joy in ga popularizirala s svojo knjigo Zakaj ljubimo pse, jemo prašiče in nosimo krave (2009).
Osrednja ideologija je sprejemanje uživanja mesa kot "naravno", "normalno", "nujno" in (včasih) "nasladno", čemur Joy pravi trije/štirje n-ji uživanja mesa. Pomembna značilnost karnizma je, da so samo določene vrste živali sprejemljive kot hrana, medtem ko so vse ostale vrste dojemane kot neužitne, iste prakse, ki se jih uporablja pri "užitnih" živalih, pa nesprejemljiva krutost, če gre za "neužitne" živali. Ta klasifikacija je povsem kulturno relativna. V Južni Koreji in na Kitajskem na primer jejo pse, na Zahodu pa so psi hišni ljubljenčki, na Zahodu ljudje jejo krave, ki so pa v večjem delu Indije zaščitene. Prašiče jejo tudi praktično vsi narodi z izjemo muslimanov in judov.

## Značilnosti

### Užitne ali neužitne živali
Osrednji vidik karnizma je, da se živali deli na užitne, neužitne, hišne ljubljenčke, škodljivce, plenilce in živali za zabavo, in sicer glede na sheme ljudi – umske klasifikacije, ki določajo naša prepričanja in želje ter obratno. Obstaja kulturna raznolikost, katere živali se šteje kot hrano. Pse jejo na Kitajskem in v Južni Koreji, vendar pa drugod psi niso videni kot hrana, bodisi zato, ker jih imajo ljudje radi (v zahodnih civilizacijah), bodisi ker so na Bližnjem Vzhodu in v delih Indije dojemani kot nečisti. Krave jejo na Zahodu, toda v večjem delu Indije se jih časti. Prašiče zavračajo muslimani in judi. Joy in drugi psihologi menijo, da te taksonomije določajo, kako so živali v njih obravnavane, vplivajo na subjektivno dojemanje njihovih čutečosti in inteligence ter zmanjšajo ali povečajo sočutnost in moralno skrb zanje.